# 平野俊夫
平野 俊夫（ひらの としお、1947年〈昭和22年〉4月17日 - ）は、日本の生物学者。勲等は瑞宝大綬章。
大阪大学総長（第17代）、量子科学技術研究開発機構理事長（初代）などを歴任した。専門は、免疫学・腫瘍病理学。医学博士（大阪大学）。インターロイキン-6の発見と作用機序の解明で著名である。

## 人物
大阪府出身。大阪府立天王寺高等学校を経て、大阪大学医学部を卒業し、大阪大学医学部の第三内科に入局する。
1980年から1984年まで熊本大学助教授。1984年、大阪大学細胞工学センター助教授。1989年から大阪大学教授となる。2011年8月 、 国立大学法人大阪大学総長（第17代）就任。

## 年譜
- 1966年3月 - 大阪府立天王寺高等学校卒業
- 1972年3月 - 大阪大学医学部卒業
- 1972年4月 - 大阪大学医学部副手
- 1977年6月 - 大阪大学医学部附属病院医員
- 1978年10月 - 大阪府立羽曳野病院勤務
- 1979年1月 - 大阪大学より医学博士。“In vitro immune response of human peripheral lymphocytes : the mechanism(s) involved in T cell helper functions in the pokeweed mitogen-induced differentiation and proliferation of B cells”（ヒトヘルパーT細胞の定量法の確立とその作用機作の解析）より
- 1980年5月 - 熊本大学医学部附属免疫医学研究施設助教授
- 1984年1月 - 大阪大学細胞工学センター助教授
- 1989年11月 - 大阪大学医学部附属バイオメディカル教育研究センター教授
- 1997年10月 - 大阪大学医学部附属バイオメディカル教育研究センター長（1999年3月まで）大阪大学評議員（1999年10月まで）
- 1999年4月 - 大阪大学大学院医学系研究科附属バイオメディカル教育研究センター教授
- 2001年4月 - 大阪大学大学院医学系研究科教授
- 2002年4月 - 大阪大学大学院生命機能研究科教授
- 2003年4月 - 大阪大学評議員（2004年3月まで）
- 2003年11月 - 大阪大学医学部附属動物実験施設長（2004年3月まで）
- 2004年4月 - 大阪大学大学院生命機能研究科長（2006年3月まで）
- 2005年4月 - 国立大学法人大阪大学経営協議会委員（2006年3月まで）
- 2007年4月 - 国立大学法人大阪大学教育研究評議員（2008年3月まで）
- 2008年4月 - 大阪大学大学院医学系研究科長・医学部長（2011年3月まで）[3]
- 2010年4月 - 国立大学法人大阪大学経営協議会委員（2011年3月まで）
- 2011年8月 - 国立大学法人大阪大学総長（第17代）就任。（2015年8月25日まで）
- 2016年4月 - 国立研究開発法人量子科学技術研究開発機構理事長(初代) 就任。 (2023年3月31日まで)
- 2020年9月 -  国立研究開発法人協議会会長[4] (2022年8月31日まで)
- 2023年4月 -　国立研究開発法人量子科学技術研究開発機構理事長退任、理事長顧問に[5]

## 学術賞
- 1986年 - 第23回ベルツ賞1等賞（Bリンパ球分化因子 (BSF-2) と自己免疫疾患）[6]
- 1990年 - 第1回チバガイギー・リウマチ医学賞（リウマチの発症機序と IL-6）[7]
- 1992年 - サンド免疫学賞(en)（国際免疫学会） (The understanding of the role of interleukin 6 including its significance of diseases)[8]
- 1997年 - 第15回大阪科学賞（サイトカインの分子生物学的研究）[9]
- 1998年 - 第15回持田記念学術賞（サイトカインの分子生物学的研究）[10]
- 2000年 - ISI Citation Laureate Award, 1981-1998[11]
- 2004年 - 第45回藤原賞（サイトカインの分子生物学的研究）[2]
- 2005年 - 平成17年度日本医師会医学賞（サイトカインの分子生物学・免疫学的研究）[2]
- 2009年 - クラフォード賞 （スウェーデン王立科学アカデミー)（岸本忠三とともに日本人初、インターロイキンの分離とそれらの性質の同定による炎症性疾患解明に対して。インターロイキン-1（IL-1）の発見者であるチャールズ・ディナレロとの共同受賞）[12]
- 2011年 - 日本国際賞受賞。岸本忠三とともに、「生命科学・医学」分野での、「インターロイキン-6の発見から疾患治療への応用」への貢献に対して[13]。
- 2020年 - Lifetime Achievement Award (第7回癌免疫療法会議-iTOC7)[14]
- 2021年 - クラリベイト引用栄誉賞

## 勲章・栄誉
- 2006年 - 紫綬褒章（免疫学研究）[2]
- 2009年 - 吹田市長賞[15]
- 2010年 - 大阪市長特別表彰
- 2022年 - 瑞宝大綬章 [16][17]